# Thanat Khoman

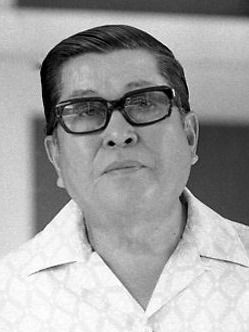
Thanat Khoman (ca. 1975)

Thanat Khoman (auch Thanad; Thai ถนัด คอมันตร์; * 9. Mai 1914 als Thanatkit Khoman in Bangkok; † 3. März 2016 in Bangkok) war ein thailändischer Diplomat und Politiker. Er war von 1959 bis 1971 Außenminister, von 1979 bis 1982 Vorsitzender der Demokratischen Partei und von 1980 bis 1982 stellvertretender Ministerpräsident Thailands.

## Leben und Karriere

### Herkunft und Ausbildung
Thanat stammt aus einer thai-chinesischen Familie. Sein Vater Phraya Phiphaksa Satayathipatai (Po Khoman) war einer der ersten nach westlichem Muster ausgebildeten Juristen Thailands (das damals noch Siam hieß) und Richter am Obersten Gerichtshof des Landes. Thanat besuchte die prestigeträchtige Assumption-Schule in Bangkok, bevor er seine Ausbildung in Frankreich fortsetzte, wo er in Bordeaux ein Lycée besuchte. Er gewann ein Stipendium des thailändischen Außenministeriums, mit dem er weiter in Frankreich studierte, zunächst Jura an den Universitäten Bordeaux und Paris, anschließend am Institut des Hautes Études Internationales (IHEI) und der Sciences Po. Schließlich promovierte er 1940 an der Universität von Paris (Sorbonne) zum Doktor des Rechts. Seine Dissertation befasste sich mit der Entwicklung des Solidaritätsgefühls in der Staatengemeinschaft.

### Diplomatische Karriere
Dem Außenministerium wegen der Finanzierung seiner Studien verpflichtet, trat er anschließend in den diplomatischen Dienst von Thailand ein. Zunächst war er während des Zweiten Weltkriegs von 1941 bis 1943 als zweiter Botschaftssekretär in Tokio stationiert. In dieser Zeit wurde das japanisch-thailändische Abkommen geschlossen, das Japan weitgehende Stationierungs- und Durchmarschrechte in Thailand gewährte, das als Ausgangspunkt für Angriffe auf die damaligen britischen Kolonien Birma und Malaya diente. Kurz darauf folgte der Kriegseintritt Thailands aufseiten der Achsenmächte. Thanat war jedoch nicht mit dieser faktischen Besetzung einverstanden und schloss sich der Seri-Thai-Bewegung an, die mit Unterstützung der britischen SOE und der amerikanischen OSS Widerstand gegen die japanische Präsenz leistete. In diesem Zusammenhang war er im Februar 1945 Mitglied einer Geheimdelegation nach Kandy auf Ceylon, wo sich das Hauptquartier des Allied South-East Asia Command befand.
Nach dem Zweiten Weltkrieg hatte er verschiedene diplomatische Posten inne, darunter thailändischer Geschäftsträger in Washington, D.C. und Delhi. 1950 wurde er zum Vorsitzenden der UN-Wirtschaftskommission für Asien und den Fernen Osten (ECAFE) mit Sitz in New York gewählt. Von 1952 bis 1957 fungierte er als Stellvertreter des Ständigen Vertreters Thailands am Hauptsitz der Vereinten Nationen. In der Ära des Kalten Kriegs war Thanat ein entschiedener Antikommunist. Im Jahr 1957 stieg er zum Botschafter in den USA auf.

### Politische Tätigkeit

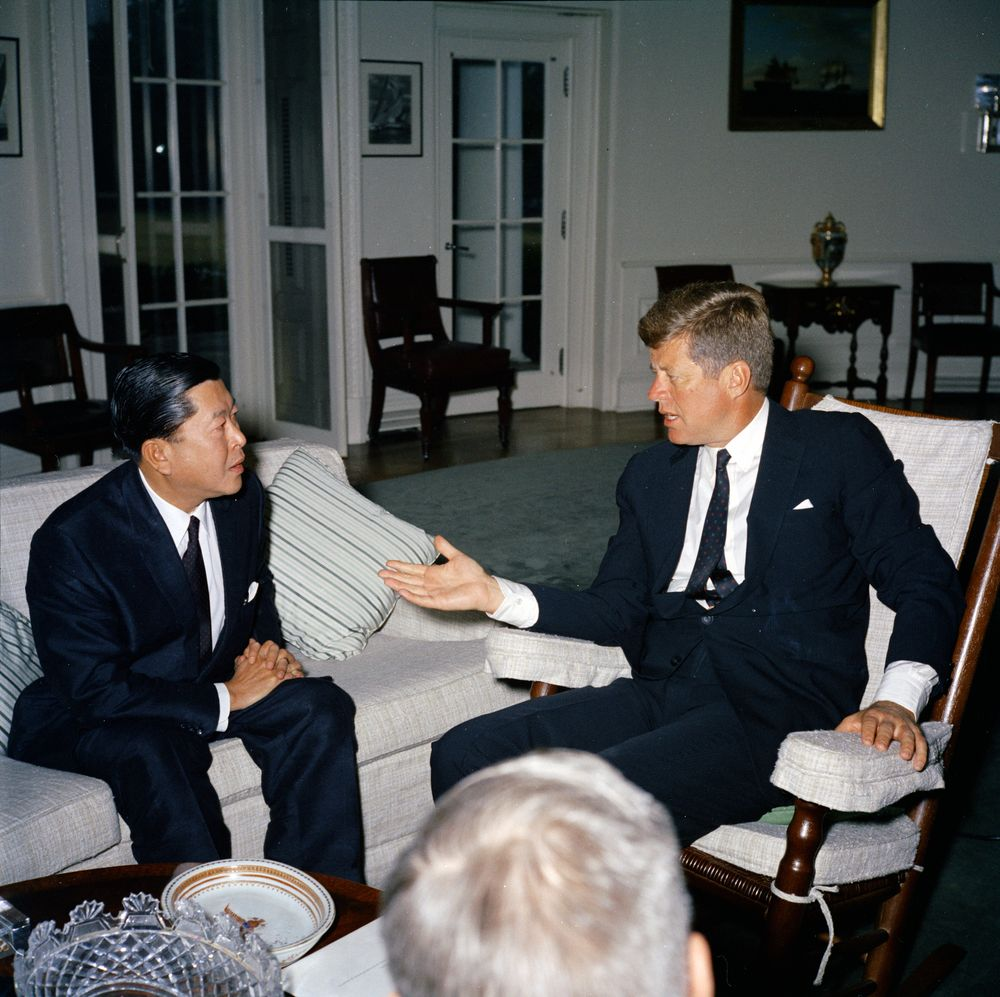
Thanat im Gespräch mit US-Präsident John F. Kennedy im Weißen Haus, 1961

Am 10. Februar 1959 wurde Thanat zum Außenminister Thailands in die Regierung von Premierminister Sarit Thanarat berufen. Diese Zeit war von extrem repressiven Maßnahmen der Militärregierung geprägt, die Demokratie und freie Rede für gefährlich und nicht im Einklang mit der Haltung des thailändischen Volkes ansah. Thanat sagte unter anderem:

„Die grundlegende Ursache unserer politischen Instabilität in der Vergangenheit liegt in der plötzlichen Verpflanzung fremder Institutionen auf unseren Boden ohne sorgfältige Vorbereitung und insbesondere ohne angemessene Rücksicht auf die in unserem Heimatland herrschenden Umstände, die Natur und Eigenarten unserer Nation – in einem Wort unseren Volksgeist – mit dem Ergebnis, dass ihr Wirken planlos und stets chaotisch war. Wenn wir auf unsere Geschichte blicken, können wir sehr gut erkennen, dass dieses Land unter einer Autorität besser funktioniert und gedeiht – keiner tyrannischen Autorität, aber einer einenden Autorität, um die sich alle Bestandteile der Nation sammeln können.“

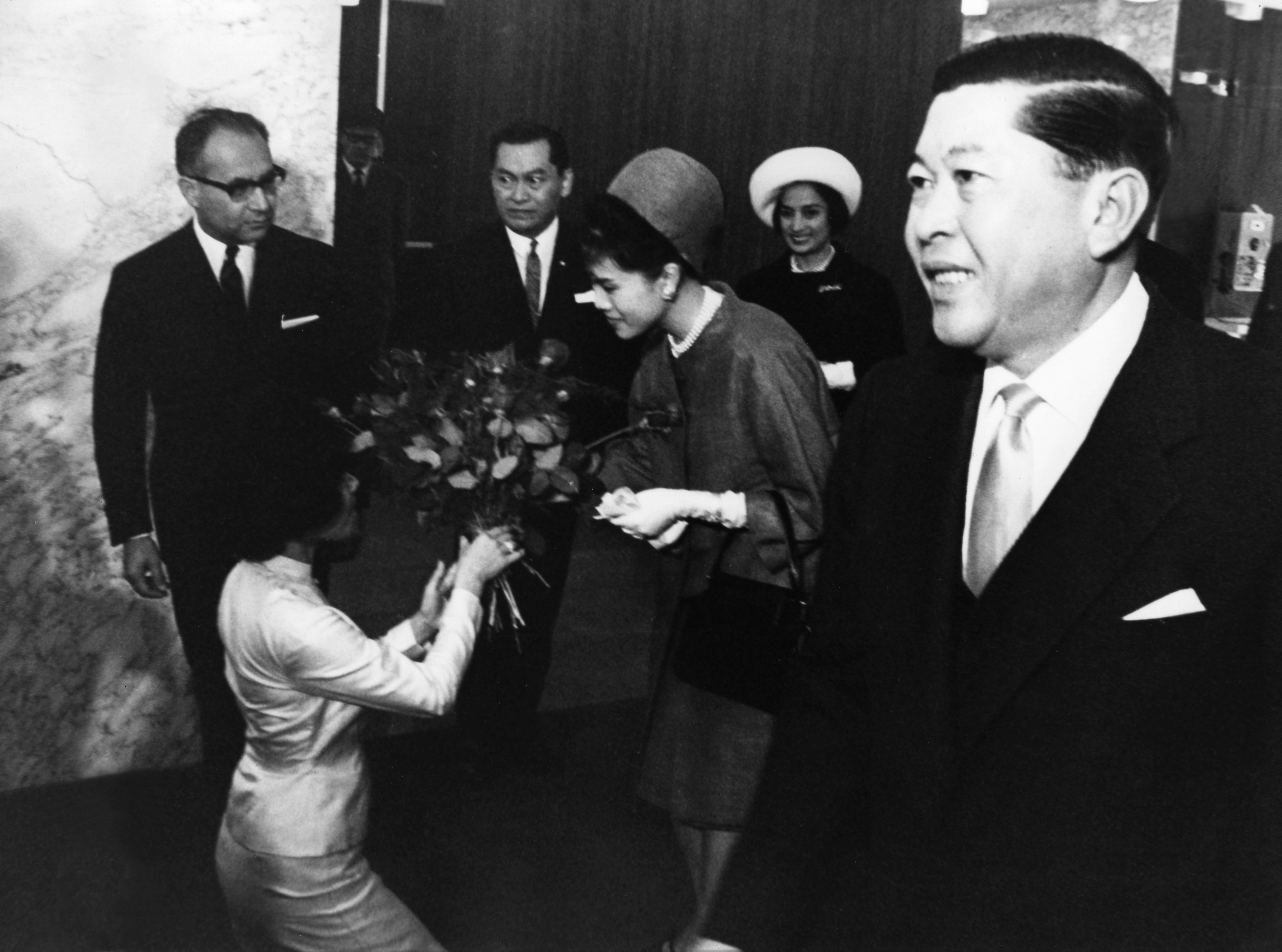
Thanat und Königin Sirikit am Hauptsitz der IAEO (1964)

Im März 1962 unterzeichnete er ein gemeinsames Kommuniqué mit seinem amerikanischen Amtskollegen Dean Rusk, das Thailand Unterstützung und Verteidigung gegen jegliche kommunistische Aggression versprach. Obwohl es sich nur um ein informelles Protokoll handelte, wurde es in Thailand als bilaterales Bündnis der beiden Staaten gefeiert und als das „Thanat-Rusk-Abkommen“ bezeichnet.
Sein wesentlicher Beitrag lag in der Förderung regionaler Versöhnung und Zusammenarbeit. Thanat spielte Mitte der sechziger Jahre eine Schlüsselrolle bei der Vermittlung zwischen Indonesien und Malaysia. Er galt als Vertreter einer sogenannten „Golf-Diplomatie“, das heißt, er lud Vertreter verschiedener Staaten zum Golfspiel ein, um sie bei dieser Gelegenheit zusammenzubringen. Die Wahl Bangkoks als Gründungsort der ASEAN (Association of South-East Asian Nations) im August 1967 war ein Ausdruck des Respekts für seine aktive Rolle bei der Bildung dieser Institution. Am 17. November 1971 musste er nach einem Staatsstreich zurücktreten, wohl auch weil er beabsichtigte, Thailand der Volksrepublik China anzunähern.
Mehrere Jahre nach seinem Rücktritt als Außenminister trat Thanat in die Parteipolitik ein und wurde 1979 Vorsitzender der Demokratischen Partei (bis 1982). Von 1980 bis 1982 war er zugleich stellvertretender Premierminister in der Regierung von Prem Tinsulanonda. 1982 zog er sich aus dem politischen Leben zurück.
Thanat starb im Alter von 101 Jahren.